# Concepción Figuera Martínez y Güertero
Concepción Figuera Martínez y Güertero (Madrid, h. 1860 - Madrid, 14 de julio de 1926) fue una pintora y pianista española, sobrina del poeta Larmig, de quien tomó el pseudónimo de Luis Larmig.

## Biografía
Era hija de los nobles madrileños Fermín Figuera y Sánchez Toscano, de padre dominicano, y de María de la Concepción Martínez y Güertero, que falleció viuda en 1901, una hermana del poeta Larmig, de desgraciado fin. Aprendió piano y dio conciertos en fiestas privadas, como la celebrada en 1867 en la casa de la familia Villaurrutia en Madrid. Luego aprendió pintura en la Academia de Madrid, donde fue discípula de Alejandro Ferrant y Francisco Sans. Tiempo después perfeccionó su arte en el taller de Alejo Vega. Vivía en Hortaleza cuando en 1876 aparece registrada entre las copistas autorizadas del Museo del Prado.
Expuso por vez primera en la Exposición Nacional de Bellas Artes de 1878 con Una señora leyendo en su gabinete y en 1880 frecuenta la tertulia de la sala de exposición Hernández de Madrid y allí expone en 1881 dos platos pintados y en 1882 un retrato del hijo de los condes de V, un plato decorado, el Retrato de los duques de Tetuán y el Retrato de un niño de los condes de Vilches. Por otro lado, este mismo año hace ofrenda a la Infanta Isabel de un abanico pintado. En 1884 formó parte la Exposición Literario-Artística de Madrid con Zoraya y En el jardín y en la Exposición Nacional con el Retrato de la Infanta doña Eulalia, Una mora, Retrato de la marquesa de Nájera. También hizo el retrato de la Condesa de Perijás. Presidió la Protección al Trabajo de la Mujer y el Instituto de Cultura Femenina.
Participó con Estudio del natural en la Exposición Nacional de Bellas Artes de 1887 bajo el pseudónimo de Luis Larmig, tomado de su tío y obtuvo un tercer premio y la compra del cuadro. En 1896 colabora en la Exposición de Pintura Española de Estocolmo con el cuadro Un estudiante, que vendió por mil pesetas, y en 1897 expuso de nuevo en la Exp. Nac. de B. A. los cuadros Meditación, Mater Dolorosa y Retrato del R. Padre Lerchundi, que acababa de fallecer en 1896, adquirido por la reina de España; obtuvo mención honorífica; en  1898 participó con dos cuadros en la exposición de arte español que tuvo lugar en la Academia de Bellas Artes de México; también expuso en muestras como la Exposición Artística a beneficio de los soldados heridos en Cuba y Filipinas en ese mismo año de 1897; para entonces ya usaba su propio nombre. Después se retiró una temporada a Tánger (1899) junto a su sobrino el señor Francisco Rafael Figuera y Sánchez Toscano, quien tenía allí el cargo de ministro plenipotenciario. En su propio estudio en 1905 organizó una exposición para mostrar el Retrato de la princesa de Asturias que le había encargado la Infanta Isabel.
Falleció en Madrid el 14 de julio de 1926.